# Stanisław Ustupski
Stanisław Ustupski (ur. 15 listopada 1966 w Zakopanem) – polski narciarz, specjalista kombinacji norweskiej, skoczek narciarski, dwukrotny olimpijczyk.
Ustupski startował w kombinacji norweskiej na Igrzyskach Olimpijskich w Albertville w 1992, gdzie zajął 8. miejsce i w Igrzyskach w Lillehammer w 1994, gdzie był 21. Trzykrotnie wziął udział w mistrzostwach świata. W Oberstdorfie (1987) zajął 31. miejsce, w Lahti (1989) 22. miejsce, a w Val di Fiemme (1991) 26. miejsce.
Był także dwukrotnym medalistą Uniwersjady w 1993 rozgrywanej w Zakopanem: srebrnym w kombinacji norweskiej i brązowym w drużynowym konkursie skoków narciarskich. Dwukrotnie zwyciężył w Memoriale Bronisława Czecha i Heleny Marusarzówny – w 1986 (jeszcze jako junior) i w 1988.
21 stycznia 1989 roku stanął na drugim stopniu podium podczas Pucharu Świata w Breitenwang, jest dotychczas jedynym Polakiem, który stanął na podium tych zawodów. Poza tym jeszcze cztery razy meldował się w dziesiątce zawodów Pucharu Świata – był szósty, siódmy i dwukrotnie dziewiąty. Dwukrotnie stał także na podium w zawodach Pucharu Świata B w kombinacji norweskiej. Zwyciężył w Szczyrku (1992), a w Planicy (1990) zajął trzecie miejsce.
Siedem razy zdobywał mistrzostwo Polski w kombinacji norweskiej: w 1988, 1989, 1990, 1991, 1992, 1993 i 1994. Był też wicemistrzem Polski w tej konkurencji w 1987, a także w skokach narciarskich na średniej skoczni w 1994 i w sztafecie 4 x 10 km w 1987 i 1988. Po zakończeniu kariery pracował jako trener w wielu klubach, m.in. w Sokole Szczyrk, Starcie Krokiew Zakopane, WKS Zakopane, Wiśle Zakopane.